# Мараццоли, Марко
Ма́рко Мараццо́ли (итал. Marco Marazzoli, так же известный по прозвищу Марко-арфист (итал. Marco dall'Arpa); около 1602, Парма — 26 января 1662, Рим) — итальянский священник, певец, арфист и композитор эпохи Барокко.

## Биография
В 1625 году был посвящён в духовный сан. Был священником и певчим в Пармском кафедральном соборе. С 1626 года — в Риме, где служит кардиналу Антонио Барберини. В 1637 году Мараццоли назначается личным помощником Барберини и одновременно поёт в папской капелле. В 1655 году переходит на службу к Папе Александру VII, а в следующем году тот делает композитора папским камергером.

## Сочинения
- 1638 — балет «Площадь Орланда» / La piazza d'Orlando
- 1639 — опера «Страждущий да надеется» / Chi soffre, speri (с Вирджилио Маццокки, на сюжет из «Декамерона» Джованни Боккаччо)
- 1641 — опера «Любовь, торжествующая над Гневом (Армида)» / L'Amore trionfante dello Sdegno (L'Armida) (на либретто Торквато Тассо)
- 1642 — опера «Любовные приключения Ясона и Исифилы» / Gli amori di Giasone e d'Isifile
- 1653 — опера «Нет худа без добра» / Dal male il bene (с Антонио Мария Аббатини, на либретто Джулио Роспильози, он же Климент IX)
- 1656 — опера «Человеческая жизнь» / Vita humana